# Norodom Szihanuk kambodzsai király
Norodom Szihanuk (khmerül: នរោត្តម សីហនុ, nyugaton: Norodom Sihanouk; Phnompen, 1922. október 31. – Peking, 2012. október 15.) Kambodzsa királya volt 1941 és 1955, majd 1993 és 2005 között. 2004-es második lemondása után „Kambodzsa Apakirálya” lett (khmerül: Preahmâhaviraksat), megtartva sok korábbi, alkotmányos uralkodói pozíciójához tartozó jogkörét. Apja Norodom Szuramarit király, anyja Sziszovat Koszamak királyné volt.
Szihanuk olyan sok pozíciót töltött be 1941-től, hogy a Guinness Rekordok Könyve őt nevezte meg a legtöbb különböző tisztséget élete során ellátó politikusként. Többek között kétszer szolgált királyként, kétszer hercegként vezette az országot, egyszer elnökként, kétszer volt miniszterelnök, számos kormányt irányított emigrációban, 1975-1976-ban pedig a vörös khmer uralma idején bábállamfő volt. Címei közül számos csak tiszteletbeli volt, valódi hatalom nem járt vele, mint például az alkotmányos királyi tiszttel. Szihanuk 1953. november 9-étől, Kambodzsa függetlenné válásától 1970. március 18-áig, a Lon Nol tábornok puccsát követő parlamenti határozatig irányította az ázsiai országot.

## Ifjúsága
Norodom Szihanuk Phnompenben járt általános iskolába, míg középfokú tanulmányait a vietnámi Saigonban, a Lycée Chasseloup Laubat-ban végezte. 1941. április 23-án meghalt anyai nagyapja, Sziszovat Monivong, és a koronatanács – Jean Decoux francia kormányzó közbenjárására - a herceget választotta Kambodzsa királyának. Jean Decoux úgy vélte, hogy a 18 éves ifjú könnyen befolyásolható lesz. A koronázás 1941. május 3-án volt. Ezt követően a franciaországi Samur lovassági iskolájában tanult.
Ebben az időszakban országa Francia Indokína része volt, amelyet a tengelyhatalmakkal kollaboráló Vichy-kormány megbízottja irányította. Kambodzsát elfoglalta a Japán Birodalom, amely megengedte, hogy a francia gyarmati adminisztráció a helyén maradjon, de 1945 márciusában átvette a hatalmat. Japán nyomásra Szihanuk kikiáltotta Kambodzsa függetlenségét. A király, ellentétben a hasonló helyzetű vietnámi uralkodóval, Bảo Đại vietnámi császárral, nem kötelezte el magát a japánok mellett. A második világháború befejeződése után a franciák visszavették a hatalmat. Kambodzsa új státuszt kapott a gyarmatosítóktól, a francia unió autonóm állama lett. Ennek köszönhetően saját alkotmánya és számos politikai pártja volt, de a valódi hatalom a franciák kezében maradt.

## 1950-es évek
A második világháború után Norodom Szihanuk nacionalistábbá vált, és egyre erőteljesebben támogatta Kambodzsa függetlenné válását Franciaországtól, és a gyarmatosítók távozását Indokínából. Ugyanezek az igények fogalmazódtak meg más térségbeli országokban, Laoszban és Vietnámban is. 1953 májusában kénytelen volt Thaiföldre távozni, mert a franciák az életét fenyegették, és a száműzetésből csak a függetlenség elérése, 1953. november 9. után tért vissza Kambodzsába. 1955. március 2-án lemondott a trónról apja javára, hogy részt vehessen a kambodzsai közéletben, és megalapította pártját, a Szocialista Népi Közösséget (Szangkum). Az 1955. szeptemberi parlamenti választáson pártja nagyarányú győzelmet aratott, és Norodom Szihanuk miniszterelnök lett.
1959. augusztus 31-én Ngô Đình Nhu, a dél-vietnámi elnök, Ngô Đình Diệm öccse és főtanácsadója merényletet kísérelt meg ellene. Ügynökeit arra utasította, hogy levélbombákat küldjenek Szihanuknak. Ngo Dinh Nhu nem értett egyet Szihanuk külpolitikájával, és abban bízott, hogy halála után sikerül saját emberét hatalomra juttatni Phnompenben. Két bőröndöt juttattak el Szihanuk palotájába, egyet a politikusnak, egyet Vakrivan hercegnek, a protokollfőnöknek címezve. A csomagok feladójaként egy Kambodzsában dolgozó amerikai mérnököt tüntettek fel, tartalomként pedig hongkongi ajándékokat jelöltek meg. Bomba csak Szihanuk csomagjában volt, de Vakrivan mindkettőt kinyitotta, és a robbanásban szolgájával együtt azonnal meghalt.

## 1960-as évek

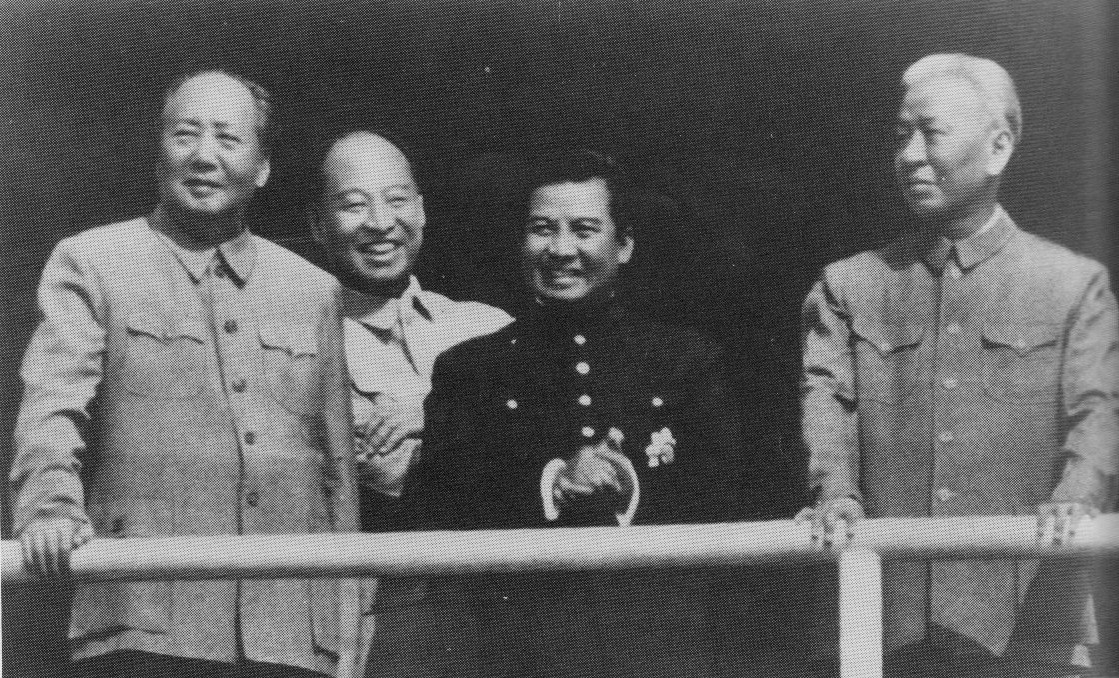
1956-ban Kínában. Balról az első Mao Ce-tung, a harmadik Szihanuk

Apja 1960-as halálát követően Szihanuk megnyerte az általános választásokat, de herceg maradt. 1963-ban módosíttatta az alkotmányt, amelynek értelmében ő lett élete végéig az állam feje. Ez azt jelentette, hogy olyan alkotmányos hivatalt szerzett, amely anélkül biztosította számára az uralkodó jogait, hogy megkoronáztatta volna magát.
A vietnámi háború kitörésekor Szihanuk Kambodzsa semlegességének és biztonságának megőrzését nevezte a legfontosabb célnak. Kormányára a szemben álló felek nyomást gyakoroltak, hogy kötelezze el magát mellettük. Miközben Szihanuk odahaza elnyomta a baloldaliakat, meg volt győződve arról, hogy a háború a kommunista hatalmak győzelmével végződik. Hogy országát a háborún kívül tartsa és megőrizze hatalmát, együttműködött a kínaiakkal és az észak-vietnámiakkal. 1963-ban az Amerikai Egyesült Államok ellen fordult: államosította a bankokat és a kereskedelmi társaságokat, majd 1964-ben megszakította a kapcsolatokat Washingtonnal, és nyíltan is Peking szövetségese lett. Ezzel a lépésével elidegenítette a kormány jobboldali érzelmű tagjait, valamint a hadsereget, amelynek létfontosságúak voltak az amerikai segélyek. 
1965 tavaszán megállapodott Kínával és Észak-Vietnámmal, hogy engedélyezi vietnámi bázisok felállítását országa keleti részén, valamint hozzájárul ahhoz, hogy a kínai katonai szállítmányok kambodzsai kikötőkből jussanak el Vietnám kommunista felébe. Kína a kambodzsai rizstermés magas áron történő megvásárlásával fizetett a segítségért. Szihanuk ebben az időben több beszédében is elkerülhetetlennek nevezte a kommunizmus délkelet-ázsiai győzelmét. A vietnámiakkal kötött titkos megállapodása felháborította a nacionalistákat, míg a városi értelmiséget a növekvő munkanélküliség és a gazdaság rossz irányítása fordította el tőle. 1970 márciusában, Szihanuk moszkvai tartózkodása alatt a parlament megfosztotta hatalmától, és távollétében halálra ítélte. A puccsot az Egyesült Államok is támogatta. Csaknem kétezer év után Kambodzsában hivatalosan is eltörölték a monarchiát.

## Emigrációban
Szihanuk Moszkvából Pekingbe utazott, ahol megalapította a Kambodzsai Nemzeti Egységfrontot (FUNK), és megkezdte a kommunista lázadók, a vörös khmerek Lon Nol elleni harcának támogatását. Megalapította az emigrációs kormányt, amelybe vörös khmer vezetőket is bevett. Szihanuk támogatására sokan csatlakoztak Kambodzsában a kommunistákhoz, így a vörös khmer csapatok létszáma ötezerről hatvanezerre emelkedett. Az újonnan csatlakozók között sok apolitikus paraszt volt, akik nem a baloldali ideológiát, hanem a királyt támogatták. Szihanuk ebben az időszakban Pekingben és Phenjanban élt. Ez utóbbiban egy hatvanszobás rezidenciája volt, amelyben mozit is kialakítottak. Nagyon közeli barátságban volt az ország diktátorával, Kim Ir Szennel. Később, az 1979-es vietnámi invázió után is ide tért vissza. Szerette a telet Észak-Koreában tölteni, mert Peking szennyezett levegőjét kibírhatatlannak érezte a hideg hónapokban.

## A vörös khmerek túsza

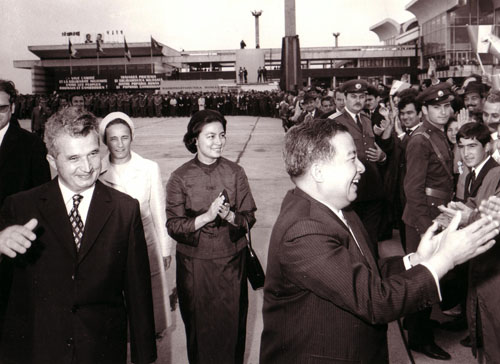
Szihanuk Nicolae Ceaușescu vendégeként Bukarestben

1975 áprilisában, amikor a Khmer Köztársaság elvesztette a polgárháborút a kommunisták ellen, Szihanuk lett az állam szimbolikus feje. Hatalma nem volt, az országot valójában Pol Pot irányította. Szihanuk a kommunista uralom idején házi őrizetben töltötte idejént Phnompenben. 1976. április 4-én névleges pozíciójától is megfosztották. 1978 decemberében a vietnámi csapatok megindultak Kambodzsa ellen, ekkor a kommunisták New Yorkba küldték a herceget, hogy az ENSZ-ben szólaljon fel az invázió ellen. Ezután Kínában és Észak-Koreában élt.
Norodom Szihanuk üdvözölte, hogy Vietnám megdöntötte a vörös khmer rémuralmát, de szilárdan ellenezte a Vietnám által támogatott kormány tevékenységét. Azt szerette volna, ha Kambodzsát senki nem képviseli az ENSZ-ben, mert úgy vélte, sem a vörös khmerek, sem Heng Szamrin Vietnám-barát kabinetje nem reprezentálja a khmer népet. Szihanuk ennek ellenére ismét a vörös khmerekkel szövetkezett, hogy létrehozzon egy Vietnámmal szembeni egységfrontot. Egyes vélekedések szerint ezt az Egyesült Államok nyomására tette.
1982-től az addiginál is ellenségesebben fordult a phnompeni kormány felé, és a Demokratikus Kambodzsa Koalíciós Kormányának (CGDK) feje lett, amelynek része volt az ő pártja (Szihanuk Nemzeti Serege), a Khmer Nemzeti Felszabadítási Front és a vörös khmer szervezet. 1989-ben a vietnámi csapatok kivonultak Kambodzsából. Az országot egy velük szimpatizáló kormány vezette, amelynek feje egy volt vörös khmer vezető, Hun Szen volt.

## Visszatérés

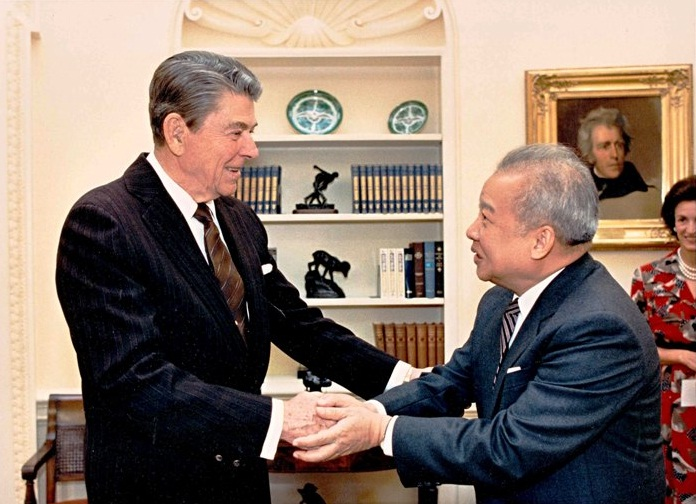
Szihanouk és Ronald Reagan 1988-ban

Szihanuk, dacára amerikai-ellenességének és bensőséges viszonyának Észak-Koreával, az 1980-as években az Egyesült Államok támogatta Vietnámmal és szövetségese, a Szovjetunióval szembeni fellépését.
1991-ben a szemben álló felek aláírták Párizsban a békemegállapodást, és Norodom Szihanuk november 14-én visszatérhetett Kambodzsába. Útjára észak-koreai testőrök kísérték el. 1993-ban ismét Kambodzsa királya lett.
2004-ben a 82 éves uralkodó úgy döntött, hogy Észak-Koreába és Kínába költözik megromlott egészsége miatt. Október 7-én lemondott a trónról. 1993-ban prosztatarákot diagnosztizáltak nála, 2005-ben és 2008-ban áttéteket találtak a gyomrában. Szihanuk emellett cukorbetegségben és magasvérnyomás-betegségben szenvedett.
A koronatanács október 14-én fiát, Norodom Szihamonít választotta uralkodónak. Szihanuk címe az őfelsége a kambodzsai apakirály lett. Betegsége ellenére 2011. október 30-án még megjelent a 89. születésnapja és hazatérése huszadik évfordulójára rendezett ünnepségén Phnompenben. Ez volt az utolsó nyilvános szereplése. Szihanuk 2012. október 15-én, 16 nappal 90. születésnapja előtt szívinfarktusban Pekingben elhunyt. Kambodzsában a zászlókat félárbócra eresztették, és a politikus földi maradványait fia, az uralkodó és Hun Szen miniszterelnök kísérte haza Kínából. 2013. február 1-jén Norodom Szihanuk holttestét elhamvasztották, majd a Mekongba szórták.

## Magánélete
Szihanuknak több felesége és szeretője volt, legalább 14 gyereke született. Több mint húsz film alkotója volt: tevékenykedett rendezőként, íróként és színészként egyaránt. 1966-os La Forêt Enchantée (Elvarázsolt erdő) című filmjét bemutatták az ötödik moszkvai nemzetközi filmfesztiválon is.

## Fordítás
- Ez a szócikk részben vagy egészben  a   Norodom Sihanuk című angol Wikipédia-szócikk fordításán alapul.  Az eredeti cikk szerkesztőit annak laptörténete sorolja fel. Ez a jelzés csupán a megfogalmazás eredetét és a szerzői jogokat jelzi, nem szolgál a cikkben szereplő információk forrásmegjelöléseként.